# AverySunshine
Denise Nicole White (nacida el 22 de mayo de 1975), conocida profesionalmente como AverySunshine, es una cantante, compositora y pianista estadounidense.

## Primeros años y educación
White nació en Chester, Pensilvania, hija de Ruth Eleanor White e Irving Cyril White. Comenzó a tocar el piano a los 8 años, después de ver a una compañera de clase tocar, y aprendió a leer himnos antes de comenzar a estudiar música clásica a los 11. A los 13 años, amplió su repertorio para incluir el jazz y tuvo su primer recital. Tres años más tarde, su tía, directora del coro de una iglesia, le pidió a Sunshine que la reemplazara durante un servicio dominical en una iglesia católica; posteriormente, fue contratada por iglesias de todas las denominaciones, incluida la Iglesia AME, donde actuó con el galardonado coro de masas Wilmington/Chester.
White, quien cantó en el coro de su escuela secundaria, se graduó de la Country Day School of the Sacred Heart en Bryn Mawr, Pensilvania, en 1993. Asistió al Spelman College en Atlanta, y aunque se inscribió como estudiante de piano, cambió de rumbo después de desilusionarse con el programa de música. Sunshine se graduó en filosofía en 1998.

## Carrera

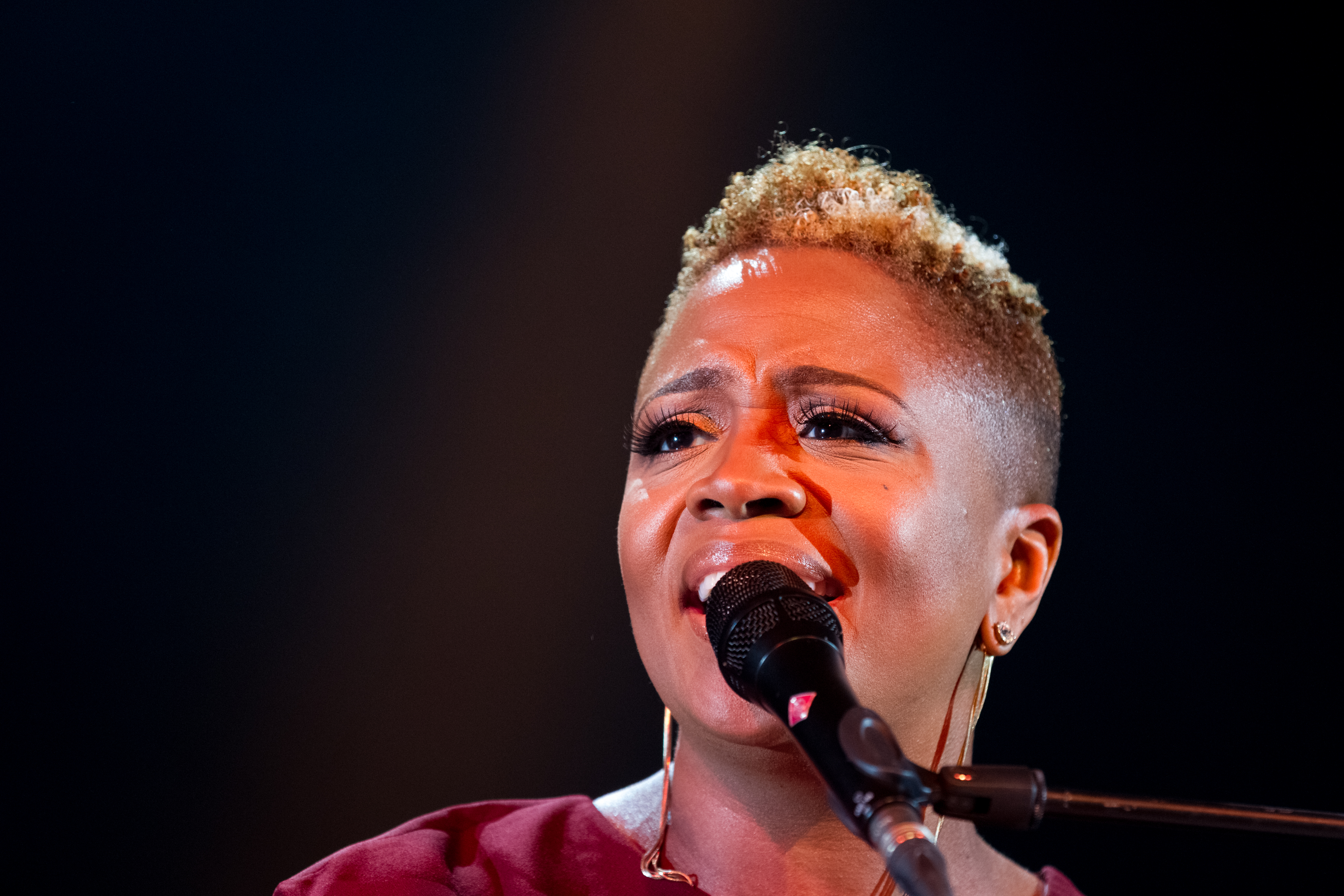
AverySunshine en directo en el "Leverkusener Jazztage" en Alemania, 2015

En la universidad, White conoció a Maia Nkenge Wilson, una estudiante de canto, y juntas formaron un dúo de gospel y R&B, DaisyRew. Además de actuar en África, DaisyRew actuó en iglesias de la zona y en clubes, incluido el Apache Café, que fue conocido por lanzar las carreras de varios artistas destacados, incluidos los de la India Arie. Después de la universidad, Wilson fue elegido para un papel en Broadway y Sunshine fue contratada como Ministra de Música en la Iglesia AME St. Paul en Atlanta. DaisyRew continuó actuando cuando Wilson, en un descanso de su carrera teatral en Nueva York, regresó a Atlanta.
Mientras trabajaba en la Iglesia AME St. Paul, White conoció a Dana Johnson, un guitarrista, productor y compositor que había trabajado anteriormente con India. Arie. White, Johnson y Wilson comenzaron a trabajar juntos en 2003. Johnson escribió y produjo la música, además de gestionar la carrera de DaisyRew. Poco después, Wilson fue elegida nuevamente para una producción de Broadway y se fue a Nueva York. White adoptó entonces el nombre de AverySunshine. Su nombre artístico se deriva de los personajes Shug Avery de El color púrpura y Sunshine de Harlem Nights.
En 2005, White y Johnson grabaron "Stalker", una canción neo soul, a la que un amigo, Chris Brann, le puso ritmo house. La canción se convirtió en un éxito de baile en un sello discográfico japonés, lo que dio lugar a una serie de fechas en vivo en Japón.
White y Johnson comenzaron a trabajar en lo que se convirtió en el primer álbum homónimo de AverySunshine, lanzado en 2010 en su propio sello, BigShine. Grabado principalmente en la casa de White con ProTools, el disco incluyó apariciones especiales del pianista Takana Miyamoto, el vibráfono Roy Ayers y Christian McBride. El disco fue elogiado por los medios, con USA Today calificándolo de "refrescantemente original"  y The Washington Post describiéndolo como "una marca radiante de soul". White, madre soltera de dos hijos, se centró en AverySunshine, pero también aceptó trabajos como tecladista con artistas como Tyler Perry y Jennifer Holliday y trabajó como directora coral para actuaciones en Atlanta de artistas como Michael Bublé, Anthony Hamilton y David Foster. Desde 2010 hasta finales de 2013, AverySunshine realizó giras constantes y desarrolló un grupo de seguidores en todo Estados Unidos, el Reino Unido, Europa y África. Comenzaron a grabar un segundo álbum, The Sunroom, en noviembre de 2013, que se lanzó en mayo de 2014 a través de una asociación con Shanachie Records. En 2017, lanzó su tercer álbum, Twenty Sixty Four.

## Vida personal
White vive en Atlanta, Georgia. Divorciada en 2008, es madre de dos hijos, una hija, Drew, y un hijo, Evan. El 3 de abril de 2016, White se casó con su guitarrista Dana Johnson. 

## Premios
- Lo mejor de iTunes de 2010
- Elección de los lectores de Soultracks como mejor artista nuevo
- Los 5 artistas independientes en ascenso según Jet
- Selección de álbum del año de Creative Loafing [5][22]
- Premio Grammy al Mejor Álbum de R&B Progresivo - So Glad to Know You

## Discografía

### Álbumes
- AverySunshine (2010, BigShine)
- The SunRoom (2014, BigShine, Shanachie)
- Twenty Sixty Four (2017, BigShine, Shanachie)
- So Glad to Know You (2024, BigShine)

### Sencillos
- "Stalker" (2005)
- "Ugly Part of Me" (2010)[23]
- "Call My Name" (2014)[24]
- "Sweet Afternoon" (2015)
- "Never Knew Christmas" (2015)
- "Come Do Nothing" (2016)
- "Heaven Is Right Here" (2017)